# Kirchenprovinz Trient
Die Kirchenprovinz Trient ist eine der vier Kirchenprovinzen der Kirchenregion Triveneto der römisch-katholischen Kirche in Italien.

## Geografie
Die Kirchenprovinz erstreckt sich über die italienischen Provinzen Trient und Bozen – Südtirol.

## Gliederung
Folgende Bistümer gehören zur Kirchenprovinz:
- Metropolitanbistum: Erzbistum Trient
  - Suffraganbistum: Bistum Bozen-Brixen